# لندانیل فاب
لندانیل فاب (به انگلیسی: Llanddaniel Fab) یک روستا در بریتانیا است که در Llanddaniel Fab واقع شده‌است. لندانیل فاب ۷۷۶ نفر جمعیت دارد.